# Presinge
Presinge (toponimo francese) è un comune svizzero di 687 abitanti del Canton Ginevra.

## Storia
Il comune di Presinge è stato istituito nel 1816 per scorporo da quello di Ville-la-Grand, rimasto alla Francia; inizialmente comprendeva anche la località di Puplinge, che nel 1851 è divenuta comune autonomo.

## Monumenti e luoghi d'interesse

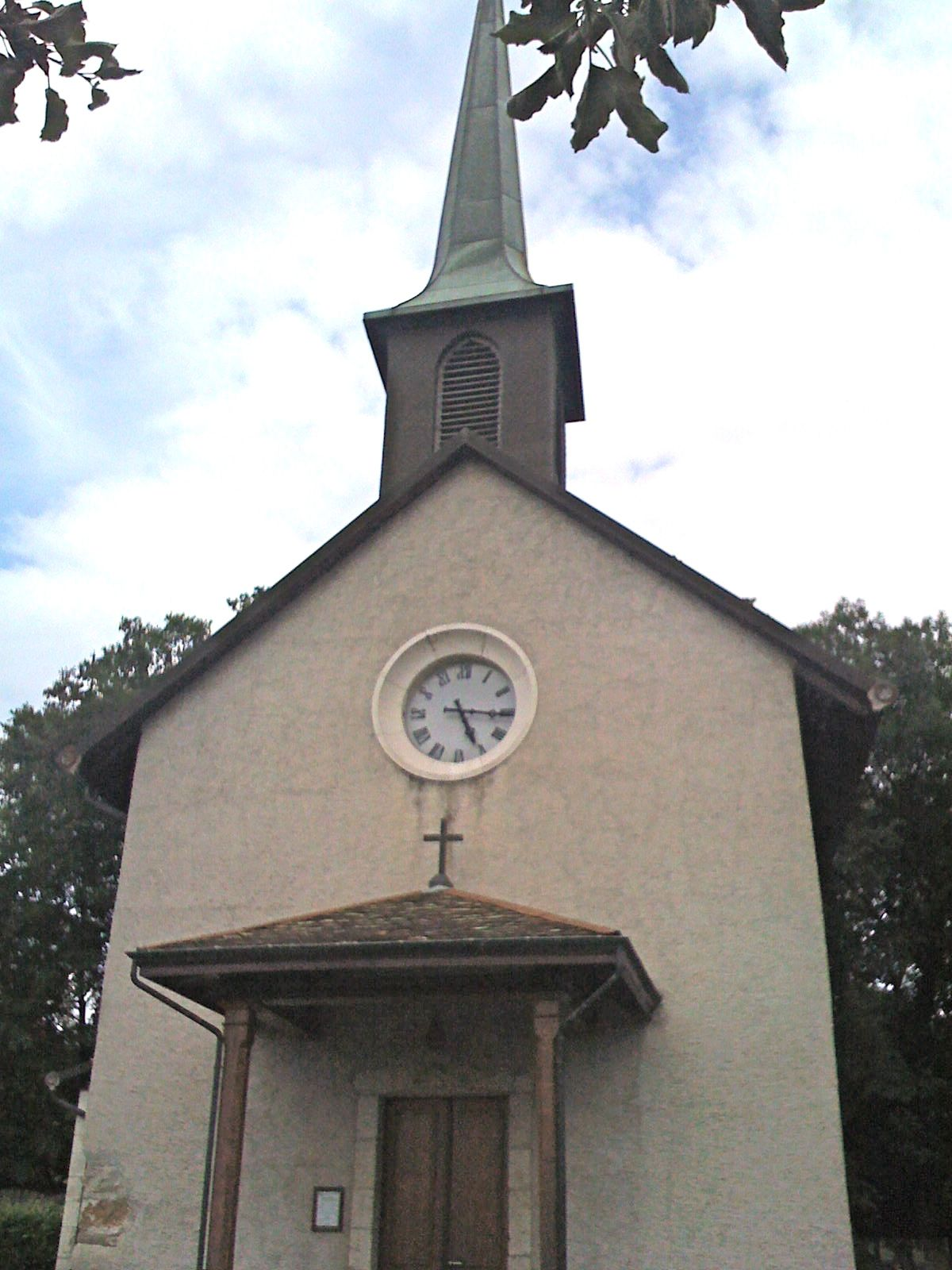
La chiesa cattolica di Santa Petronilla

- Chiesa cattolica di San Felice, attestata dal 1304 e ricostruita nel 1970[1].

## Società

### Evoluzione demografica
L'evoluzione demografica è riportata nella seguente tabella (fino al 1850 con Puplinge):
Abitanti censiti